# Biblioteka Aleksandryjska
Biblioteka Aleksandryjska (gr. Βιβλιοθήκη τῆς Ἀλεξάνδρειας, łac. Bibliotheca Alexandrina) – największa biblioteka świata starożytnego, istniejąca w Aleksandrii, założona przez Ptolemeusza I Sotera.
Biblioteka Aleksandryjska funkcjonowała przy Muzeum Aleksandryjskim w okresie od III wieku p.n.e. do IV wieku n.e. Nie znaleziono żadnego tekstu, który byłby sporządzony w obrębie biblioteki. Dokładna lokalizacja biblioteki jest nieznana.
Istniały dwa zbiory biblioteczne:
- Główny zbiór znajdował się w Bruchejonie, w pałacu królewskim. W 48 roku p.n.e. został częściowo zniszczony podczas działań wojennych Juliusza Cezara w Egipcie. W 273 roku Lucjusz Domicjusz Aurelian doszczętnie zniszczył dzielnicę Bruchejon wraz z głównym księgozbiorem.
- Pomocniczy zbiór (filia) przechowywany był w świątyni Serapisa – Serapejonie. Składał się z ogólnodostępnych pozycji i literatury edukacyjnej. W XVII wieku upowszechniła się wersja, że część Serapejonu była zniszczona w 391 roku podczas walk między chrześcijanami i poganami, ale ten fakt nie ma jednoznacznego potwierdzenia u pisarzy z epoki. Według legendy pomocniczy zbiór ostatecznie został utracony podczas podbojów arabskich w VII wieku.

W okresie od podbojów rzymskich Egiptu do III stulecia biblioteka zachowała swoją pozycję jako jedno z ważnych ogniw miejscowej administracji, a jej pracownicy korzystali ze swoich przywilejów nadanych w okresie Ptolemeuszy. Jeszcze w V wieku Aleksandria miała status ośrodka kulturalno-oświatowego.

## Stan badań

Plan Aleksandrii epoki Ptolemeuszy. Por. Opis miasta w starożytności w artykule Aleksandria.

Źródła antyczne nie zawierają wiele wzmianek na temat Biblioteki Aleksandryjskiej. W starożytnych dziełach nazywano ją Wielką Biblioteką (stgr. Ἡ μεγάλη βιβλιοθήκη), Biblioteką Królewską, Biblioteką Muzejonu itd. W większości datowane są na epokę rzymską, gdy nastąpiły zmiany w sposobie funkcjonowania i kompletowania zbiorów bibliotecznych. Fragmentaryczne informacje zawarte są w Liście Arysteasza z II lub I wieku p.n.e., Geografii Strabona, pracach Seneki, Plutarcha i Swetoniusza. Niektóre niepotwierdzone wzmianki o charakterze anegdotek przedstawiono w pismach Galena z II wieku, a także u Atenajosa i innych autorów. Szereg ważnych wiadomości można zaczerpnąć ze scholii bizantyjskiego uczonego z XII wieku, Jana Tzetzesa, który jednak nie podaje źródła swoich danych.
Po ukazaniu się w XVIII stuleciu monumentalnego dzieła Edwarda Gibbona Zmierzch Cesarstwa Rzymskiego temat Biblioteki Aleksandryjskiej został przedstawiony w nowym świetle – za zniszczenie biblioteki autor obwiniał chrześcijan, a nie muzułmanów. Metryka nowoczesnej historiografii naukowej Biblioteki Aleksandryjskiej sięga 1823 roku, gdy Gerhard Dedele w Lejdzie opublikował swoją monografię Historia critica bibliothecae Alexandrinae. W 1838 roku książkę na ten temat wydał też Friedrich Wilhelm Ritschl (Die Alexandrinischen Bibliotheken, Breslau 1838). Od tego czasu publikacje na temat biblioteki ukazywały się w miarę regularnie. Znaczący wkład w badania nad nią wniosła monografia amerykańskiego badacza Edwarda Parsonsa z 1952 roku (The Alexandrian Library, London 1952). Natomiast wyniki badań Luciana Canfory z 1986 roku (La biblioteca scomparsa, Palermo 1986), choć cieszyły się dużą popularnością, zostały skrytykowane za mieszanie faktu z fikcją literacką i nieprzejrzyste wywody. Ale – ponieważ w publikacji zostały przytoczone wszystkie tłumaczenia źródeł starożytnych i przedstawione dotychczasowe wyniki badań naukowych – książka została przetłumaczona na wiele języków i była publikowana regularnie. W 1990 roku swoje studium wydał Mostafa El-Abbadi (The life and fate of the ancient Library of Alexandria, Paris 1990).
Z punktu widzenia badań archeologicznych lokalizacja Biblioteki Aleksandryjskiej nie jest pewna. Z opisu Strabona wynika, że nie miała oddzielnego budynku (przynajmniej jako taki nie jest on wspomniany w źródłach pisanych). Jean-Yves Empereur, kierownik wykopalisk archeologicznych prowadzonych w dzielnicy królewskiej Bruchejon, sceptycznie podchodzi do kwestii ustalenia miejsca jej funkcjonowania. Jednym z materialnych śladów istnienia biblioteki jest odkryta w 1847 roku kamienna skrzynka, która służyła prawdopodobnie do przechowywania książek. Znalezisko znajduje się w Muzeum Historii Sztuki w Wiedniu. Na podstawie wyników wykopalisk w Serapejonie przypuszcza się, że do przechowywania książek służyła amfilada, składająca się z 19 pomieszczeń o wymiarach 3×4 m. Usytuowana była przy dziedzińcu za południowym portykiem. W 2004 roku polsko-egipski zespół archeologów ogłosił, że odkrył ruiny Bruchejonu.

## Dzieje

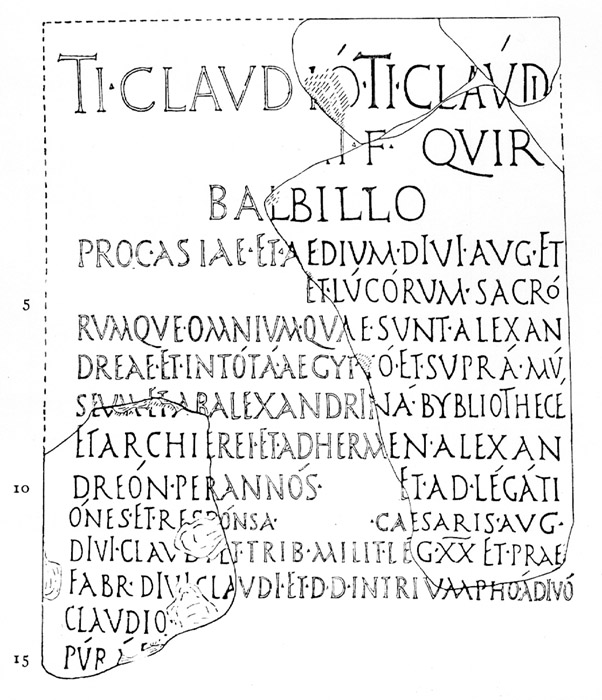
Stela prefekta Tyberiusza Klaudiusza Balbillusa – w ósmym wierszu zawiera wzmiankę o Bibliotece Aleksandryjskiej (ok. 56 rok)

Jak wynika z Moraliów Plutarcha (non posse suaviter vivi, 13,3), Biblioteka Aleksandryjska została założona prawdopodobnie z inicjatywy Ptolemeusza I Sotera, być może za radą Demetriusza z Faleronu. Wzorcem dla niej, jako ośrodka nauki i edukacji, mogły posłużyć:
- spotkania, które odbywały się w szkołach Platona i Arystotelesa,
- Muzejon założony po przeniesieniu przez Platona szkoły z gajów Akademosa do własnego domu,
- sale i biblioteka Teofrasta z Eresos zbudowana dla szkoły perypatetyków[12].

W założeniu i rozbudowie zbiorów uczestniczyli perypatetycy Demetriusz z Faleronu i być może Straton z Lampsaku. Demetriusz nie mógł przebywać w Aleksandrii przed 297 rokiem p.n.e., przez co mógł brać jedynie udział w późniejszym gromadzeniu zbiorów.
W latach 48–47 p.n.e. w wyniku interwencji Juliusza Cezara w wojnę dynastyczną pomiędzy Kleopatrą i jej bratem Ptolemeuszem XIII w Aleksandrii wybuchł pożar, który strawił część zbiorów. Antyczni autorzy, którzy relacjonowali te wydarzenia, podają sprzeczne informacje. Seneka (De tranquilitate 9,5) pisze o 40 000 utraconych ksiąg, Paweł Orozjusz (Oros., VI,15,31) – o 400 tysiącach, a Kasjusz Dion (XLII,38) informuje o pożarze w stoczni, magazynach z chlebem i księgami (prawdopodobnie z tymi, co były przeznaczone do transportu do Rzymu), ale nie wspomina o pożarze w bibliotece. Plutarch nadmienia, że wkrótce po tym Marek Antoniusz, chcąc zadowolić Kleopatrę, zrekompensował straty kosztem przewiezienia do Aleksandrii części zbiorów Biblioteki Pergamońskiej, w liczbie 200 tysięcy woluminów.
Przez następne dwa stulecia biblioteka funkcjonowała stosunkowo spokojnie. Swetoniusz w biografii Klaudiusza (42,2) informuje o tym, że cesarz zlecił wzniesienie przy Muzejonie nowego budynku, w którym przepisywano i publicznie odczytywano dzieła cesarskie. Niektórzy badacze w tym przekazie upatrują informację o początku upadku biblioteki. Jednocześnie Swetoniusz wspomina o tym, że po pożarze w bibliotece rzymskiej Domicjan wysłał do Aleksandrii kopistów do sprawdzenia i weryfikacji utraconych dzieł (Domicjan, 20). Zdaniem Rogera S. Bagnalla ten fragment świadczy o przechyleniu się epoce rzymskiej orientacji Biblioteki Aleksandryjskiej w kierunku bycia ośrodkiem edukacyjnym, a nie religijnym.
W II wieku odwiedzający Aleksandrię cesarz Hadrian powołał kilku nowych członków Muzejonu. Jego politykę w stosunku do instytucji kontynuowali Antoninus Pius i Marek Aureliusz. W okresie kryzysu cesarstwa, który rozpoczął się za Karakalli w 216 roku, Aleksandria została wydana rzymskim żołnierzom na rabunek, co przyczyniło się do uszkodzenia księgozbioru. W tymże czasie status kustoszy Muzejonu i bibliotekarzy uległ zmianie, gdyż stracili oni szereg przywilejów, sięgających tradycją czasów hellenistycznych.
W 273 roku Aurelian zburzył i spalił Bruchejon podczas tłumienia buntu Zenobii, prawdopodobnie wtedy został zniszczony główny księgozbiór. Serapejon działał dalej – brak jest możliwości dokładnego określenia daty jego zniszczenia. W 391 roku w Aleksandrii doszło do zatargów pomiędzy chrześcijanami i wyznawcami religii tradycyjnych. Istnieją różne wersje pochodzenia i przebiegu konfliktu. Patriarcha Teofil Aleksandryjski otrzymał zezwolenie od cesarza Teodozjusza I na zniszczenie świątyń pogańskich, w tym Serapejonu. Prawdopodobnie podczas tych wydarzeń został też zniszczony księgozbiór. Sokrates Scholastyk opisał to tak:

Mając w ręku takie uprawnienia Teofil na wszelki sposób starał się okryć hańbą pogańskie misteria. Tak więc kazał oczyścić Mitreum, a Serapejon zburzyć. [...] Widząc, że sprawy taki przybrały obrót, aleksandryjscy poganie, a zwłaszcza ci, co uprawiali filozofię, nie znieśli udręki, lecz do przebrzmiałych dramatów dołączyli jeszcze bardziej wstrząsające. Na czyjeś hasło jak jeden mąż runęli na chrześcijan i mordowali jak popadło. Bronili się i chrześcijanie i szły zbrodnie za zbrodniami...

Konflikt relacjonował także pogański autor Eunapios. Zarówno Sokrates, jak i Eunapios informują o zburzeniu świątyni, ale obaj milczą na temat zbiorów biblioteki. Nie wiadomo jak wielki był księgozbiór w tym czasie i czy w ogóle znajdował się Serapejonie. Paweł Orozjusz (Historia przeciw poganom VI,15,32) wzmiankuje o szafach do przechowywania ksiąg, które znajdowały się w różnych świątyniach aleksandryjskich. W 415 roku po drodze na synod w Diospolis teolog odwiedził Aleksandrię, po czym zrelacjonował, że wspomniane szafy miały zostać opróżnione i zniszczone przez naszych ludzi w naszych czasach. Wzmianka ta może sugerować zniszczenie zbiorów Serapejonu przez chrześcijan ćwierć wieku wcześniej. Jednym z ostatnich intelektualistów, który pracował w instytucji, był matematyk i filozof Teon z Aleksandrii (zm. 405) – informacja o tym zawarta jest w Księdze Suda .
Chronicon Syriacum z XIII stulecia autorstwa biskupa syryjskiego Grzegorza Bar Hebraeusa (Abu al-Faradż) podaje, że ostatnie rękopisy zaginęły w VII–VIII wieku podczas ekspansji arabskiej, jednak dokładnych danych na ten temat nie ma. Wymyślone w XIII wieku podanie opowiada o kalifie Umarze ibn al-Chattabie, który jakoby w 641 roku wydał taki rozkaz swojemu wodzowi Amrowi Ibn al-Asowi:

Jeśli te książki mówią to, co jest w Koranie, są bezużyteczne. Jeśli odnoszą się one do czegoś innego, są one szkodliwe. Dlatego też w pierwszym i drugim przypadku muszą spłonąć.

Według rosyjskiego historyka Olega Bolszakowa specjaliści zdają sobie sprawę, że to tylko anegdotka, która przypisuje zniszczenie biblioteki muzułmanom – żaden ze świadków epoki podbojów arabskich (np. Jan z Nikiu lub inny wrogi islamowi) nie wspomina o pożarze biblioteki w tym okresie. Niemniej w literaturze popularnej legenda funkcjonuje i podawana jest za fakt historyczny.
Jednoznaczne określenie sprawców zniszczenia biblioteki powoduje trudność w środowisku naukowym. Przypisuje się je zarówno poganom, chrześcijanom, jak i muzułmanom. Spór na ten temat toczy się od stuleci: Plutarch obwiniał Cezara, Gibbon – chrześcijan, Grzegorz Bar Hebraeus – muzułmanów, autor hasła współczesnej Encyklopedii Britannica obarcza Cezara winą za spalenie Biblioteki Królewskiej (Bruchejonu) podczas działań wojennych, a chrześcijan pod wodzą patriarchy Teofila Aleksandryjskiego za zniszczenie zbioru Serapeum . Z punktu widzenia Bagnalla upadek biblioteki był procesem długotrwałym i naturalnym, spowodowanym takimi czynnikami, jak zanik filologii klasycznej i brakiem zainteresowania ze strony władz, co się przekładało na brak funduszy potrzebnych na ciągłe odnawianie księgozbioru, bowiem pisane na papirusach zwoje ulegały zniszczeniu (w epoce antycznej ponad 200-letnie zwoje były spotykane rzadko).

## Organizacja

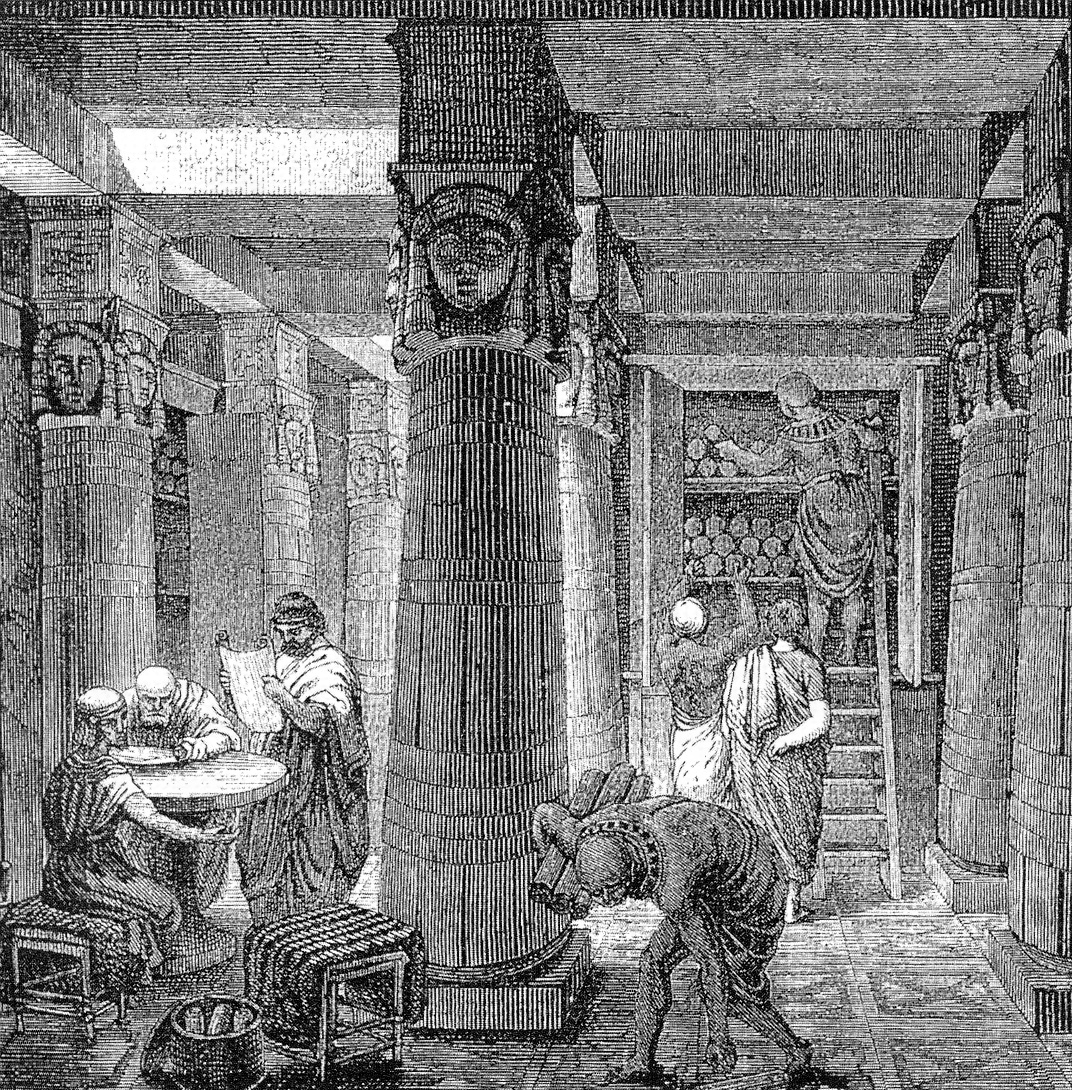
Biblioteka w wyobrażeniu Ottona von Corvina (XIX wiek)

Biblioteka i muzeum w Aleksandrii powstały w jednym czasie i wzajemnie uzupełniały się. Muzeum było miejscem kultu – czczenie muz miało charakter praktyczny i wyrażało się w różnego rodzaju warsztatach literackich prowadzonych pod kierunkiem naukowców i literatów. Odpowiednikiem takiej działalności (akt obrzędów religijnych na cześć Dionizosa) były tragedie wystawiane w Atenach epoki klasycznej. Biblioteka była bardziej akademią niż przestrzenią do przechowywania zwojów: tu mieszkali i pracowali naukowcy, którzy zajmowali się pracą badawczą i nauczaniem.
Główną bibliotekę zwano Bruchejon. Znajdowała się w dzielnicy królewskiej. Bruchejon nie był dostępny dla wszystkich, jego księgozbiór mogli przeglądać tylko wybrani – najczęściej uczeni. Istniała także mniejsza biblioteka (filia) przy świątyni Serapisa – Serapejon. Zbiory te były dostępne dla mieszkańców miasta.

## Katalog
Praca z tekstami w bibliotece była nierozerwalnie związana z katalogowaniem. Wielu dziełom ich autorzy celowo przypisali fałszywe autorstwo (pseudoepigrafy) lub w ogóle nie wskazywali autora. Pisarze często mieli takie same imiona i w procesie kopiowania tekstów powstawały zniekształcenia, pomyłki lub nadmiarowe dane i opuszczenia w tekście.
Naukowe podejście do katalogowania zbiorów jako pierwszy wykazał Kallimach z Cyreny, uważany za założyciela bibliografii naukowej. Jego Tablice tych wszystkich, którzy wysławili się w jakiejkolwiek dziedzinie literatury w 120 księgach są jednym z najważniejszych 800 dzieł, które mu przypisuje Księga Suda. W spisie ksiąg przy imieniu każdego autora Kallimach umieścił krótki biogram, który informował o nauczycielach i wykształceniu. Tablice nie zachowały się, jednak wzmianki o nich pozwalają przypuszczać, że treść była podzielona tematycznie na epikę, lirykę, dramaturgię, filozofię, historię, retorykę itd. Istnieją także przesłanki do stwierdzenia, że w sekcji dramaturgicznej każdy utwór miał swój numer, dane stychometryczne (liczba wersów) i cytat pierwszego wersu, co pozwalało na dokładniejszą identyfikację utworu. Według Atenajosa praca Kallimacha była kontynuowana przez jego następców. Tak na przykład, Arystofanes z Bizancjum w eseju O Pinakes Kallimacha zamieścił szereg uzupełnień i poprawek do zestawienia bibliograficznego swojego poprzednika (Athen., IX, 408).
Istotną cechą biblioteki było to, że jej zbiory były uzupełniane własnym sumptem (Aleksandria była głównym ośrodkiem produkcji papirusu w starożytności), a polityka Ptolemeuszy, jak wspomina Gelliusz, miała na celu kształcenie skrybów, gramatyków i tekstologów do pracy w bibliotece.

## Bibliotekarze
Biblioteka była kierowana przez zarządcę, który zgodnie z tradycją, wywodzącą się z III wieku p.n.e., był wychowawcą następcy tronu. Pierwszym kustoszem Biblioteki Aleksandryjskiej został Zenodot z Efezu, który sprawował swój urząd do 234 roku p.n.e. Po nim biblioteką zarządzali: Eratostenes (236–195 p.n.e.), Arystofanes z Bizancjum (185–180 p.n.e.), Arystarch z Samotraki (do 146 roku p.n.e.). Papirus Oxyrhynchus 1241 podaje inną listę bibliotekarzy aleksandryjskich, jednak zdaniem historyka Władimira Boruchowicza nie jest on wiarygodnym źródłem w tej kwestii, ponieważ zawiera szereg błędnych wiadomości, jak np. tytułowanie Apolloniosa z Rodos wychowawcą pierwszego króla (zamiast trzeciego) lub że następcami Apolloniosa byli kolejno Eratostenes, Arystofanes z Bizancjum i Arystarch.
Przy bibliotece istniał zespół kopistów, którzy przepisywali teksty i prowadzili katalog biblioteczny. Gramatycy z kolei zajmowali się opracowaniem zgromadzonych zbiorów, mieli za zadanie sporządzenia jak najdokładniejszej kopii dzieła pierwotnego. Prace skupione były nie tylko na greckich tekstach, ale także wschodnich. Mianowicie przy Muzejonie powstało tłumaczenie Septuaginty, a egipski kapłan Manethon, który też był prawdopodobnie założycielem filii przy Serapejonie, napisał w grece Historię Egiptu.
W bibliotece pracowali tacy wybitni naukowcy epoki hellenistycznej: Euklides, Heron z Aleksandrii, Archimedes – taką informację przekazuje Księga Suda.

## Zbiory

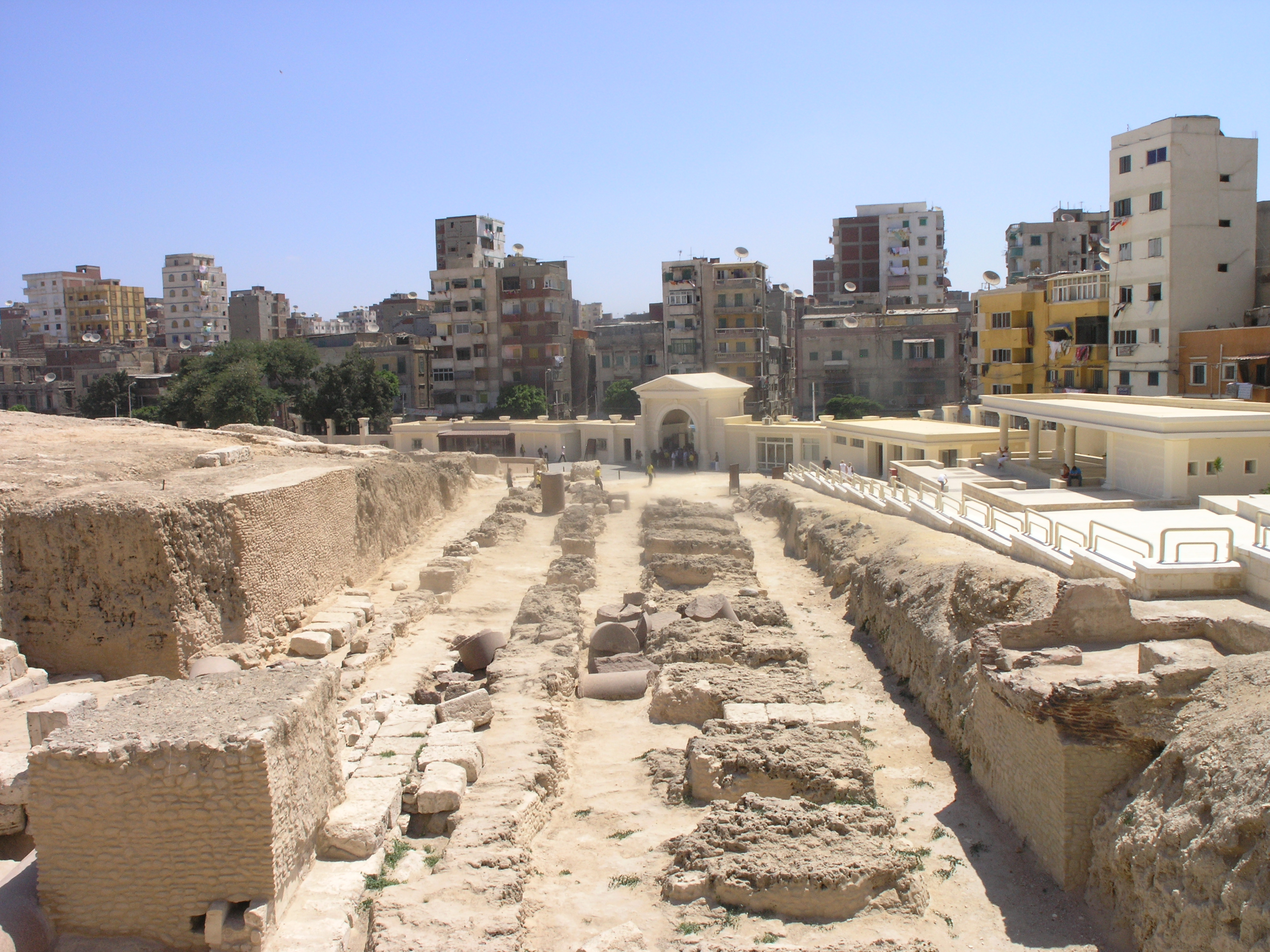
Ruiny Serapejonu

Według Atenajosa podstawę zbiorów bibliotecznych stanowiła biblioteka Arystotelesa zakupiona przez Ptolemeusza (I,3b). Z drugiej strony mógł to być nie księgozbiór jako taki, tylko zbiór dzieł Arystotelesa. Księgi były pozyskiwane różnymi drogami. Galen podaje charakterystyczną anegdotkę o tym, że wszystkie statki, odwiedzające aleksandryjski port, musiały oddać swoje zwoje, a w zamian otrzymać kopie. Ptolemeusz III Euergetes pożyczył z Aten państwowy egzemplarz dzieł tragików ateńskich i zwrócił kopię, przy tym stracił zostawione Ateńczykom wadium w wysokości 18 talentów. Znacząco przyczynił się do powiększenia zbiorów Ptolemeusz II Filadelfos, nakazując przeszukiwanie rejonu śródziemnomorskiego i sprowadzenie do Aleksandrii pism, które uznał za wartościowe. Niektóre kupowano, inne tylko przepisywano. Każdy, kto wjeżdżał do Aleksandrii z jakąś księgą, musiał ją zostawić w depozycie biblioteki, a odebrać mógł dopiero po jej skopiowaniu.
U Epifaniusza z Salaminy zachowała się wzmianka: gdy Ptolemeusz II Filadelfos zapytał Demetriusza o liczbę zgromadzonych zwojów, ten odpowiedział, że jest ich 54,8 tys., ale wiele należy jeszcze zgromadzić i skopiować. W 1819 roku Friedrich Gotthilf Osann, studiując rękopis komedii Plauta z XV wieku, odkrył łacińską scholię, zawierającą informacje o Bibliotece Aleksandryjskiej. Jej treść była następująca:

[Król] ustanowił dwie biblioteki, jedną na zewnątrz pałacu królewskiego, drugą w pałacu. Biblioteka zewnętrzna liczyła 42,8 tys. zwojów, a w tej, która była w pałacu, przechowywano 40 tys. tzw. mieszanych zwojów (łac. voluminum commixtorum), natomiast prostych i rozdzielnych (simplicium autem et digestorum) – 90 tys., jak informuje Kallimach, dworski bibliotekarz królewski, który również spisał tytuły dla każdego zwoju.

Anonimowy autor tej scholii powoływał się na Jana Tzetzesa, czyli tekst jest z kolei częścią scholii do Arystofanesa i zachował się w postaci jednego rękopisu ze zbiorów Biblioteki Ambrozjańskiej. Tekst Tzetzesa przedstawia następujące liczby:

Wspomniany król Ptolemeusz II Filadelfos [...] gdy za pieniądze ze skarbca królewskiego zebrał zewsząd księgi do Aleksandrii, za radą Demetriusza z Faleronu i innych starców, wyznaczył im miejsce w dwóch bibliotekach. W zewnętrznej bibliotece liczba ksiąg wynosiła 428 800. Druga biblioteka usytuowana wewnątrz pałacu miała mieszanych zwojów (συμμίκτων) – 400 tys., prostych natomiast i rozdzielnych – 90 tys., jak opisał ich zgodnie z Tablicami Kallimach, będący dworzaninem króla, później – po ich uporządkowaniu.

W czasach Ptolemeusza I biblioteka liczyła prawdopodobnie 200 tys. zwojów, a w I wieku p.n.e. ich liczba osiągnęła 700 tysięcy. Maksymalną liczbę zwojów podawał Gelliusz – 700 tys. (Noctes Atticae, VII,17,1–3). Współcześni naukowcy zaniżają jednak liczbę ksiąg . Kontrowersje budzą także pojęcia „proste”, „mieszane” i „rozdzielne”. Według Boruchowicza prostymi w tradycji aleksandryjskiej nazywano zwoje o średnim rozmiarze, zawierające jedno dzieło, mieszanymi – zbiory dzieł połączonych na kilku zwojach lub przechowywanych w jednej skrzynce, odnalezienie tekstu wymagało przeszukania zawartości zwoju.

## Biblioteka w kulturze
Pomimo bardzo małej ilości wiarygodnych informacji o Bibliotece Aleksandryjskiej, stała się ona archetypicznym symbolem wiedzy i kultury, a także symbolem ulotności istnienia. Takie wyobrażenie wykształciło się jeszcze w epoce renesansu i przetrwało w prawie niezmienionej formie do współczesności.
Od lat osiemdziesiątych XX wieku Biblioteka Aleksandryjska stała się obiektem zainteresowań autorów prozy historycznej i przygodowej. Swoje powieści opublikowali Clive Cussler (Treasure, 1988), Jean-Pierre Luminet (Le Bâton d’Euclide: le roman de la bibliothèque d’Alexandrie, 2002), Denis Guedj (Les cheveux de Bérénice, 2003), Steve Berry (The Alexandria link, 2007). Jako lokalizacja pojawiła się w przynajmniej dwóch filmach historycznych – Kleopatra (1963) i Agora (2009).

## Nowa Biblioteka Aleksandryjska
W październiku 2002 roku miała miejsce inauguracja współczesnej biblioteki w Aleksandrii i udostępnienie jej do użytku publicznego.